# 一関ベースボールクラブ
一関ベースボールクラブ（いちのせきベースボールクラブ）は、岩手県一関市に本拠地を置き、日本野球連盟に加盟している社会人野球のクラブチームである。

## 概要
1959年、『一関三星倶楽部』として創部。
1989年に全日本クラブ野球選手権大会で準優勝になると、1991年にも準優勝し、翌1992年には優勝を果たした。
2006年、チーム名を『一関ベースボールクラブ』に改称した。

## 主要大会の出場歴・最高成績
- 全日本クラブ野球選手権大会 - 出場7回、優勝1回（1992年）、準優勝2回（1989年、1991年）
- JABA一関市長旗争奪クラブ野球大会 - 優勝4回（1988年、1990年、1995年、1996年）